# Ptochophyle planaria
Ptochophyle planaria là một loài bướm đêm trong họ Geometridae.